# Alaksandr Malinouski
Alaksandr Malinouski (biał. Аляксандр Маліноўскі, ros. Александр Малиновский, Aleksandr Malinowski, ur. 29 kwietnia 1964 r. w Mińsku) – piłkarz ręczny i trener, mistrz świata z kadrą ZSRR, zdobywca Pucharu Europy ze SKA Mińsk. Były trener Warmii Anders Group Społem Olsztyn. Od 20 listopada 2012 roku szkoleniowiec Śląska Wrocław.
Wychowanek Ska Mińsk. Zawodnik Iskry Kielce (lata 1993-1996), Esperance Tunis, Asa Tel Awiw i MKS Końskie. Pięciokrotny mistrz ZSRR, zdobywca pucharu i dwukrotny mistrz Tunezji, dwukrotny mistrz Polski. Zaliczył 50 występów w reprezentacji ZSRR i 22 występy w reprezentacji Białorusi.
W 2002 roku został trenerem Vive Kielce. Z tym klubem zdobył w 2003 r. pierwszy raz w jego historii dublet, czyli zdobycie Mistrzostw Polski i Pucharu Polski. W sezonie 2003/2004 został zastąpiony przez Daniela Waszkiewicza i pełnił funkcję jego asystenta, lecz pod koniec tego sezonu powrócił na stanowisko trenera. Pozostawał na nim do kwietnia 2005, kiedy to zastąpił go Edward Strząbała. Później trenował klub AZS Politechnika Radom. 14 listopada 2007 roku zastąpił na stanowisku trenera Vive Kielce Aleksandra Litowskiego. Po zakończeniu sezonu 2007/2008 został zastąpiony przez Bogdana Wentę i odszedł do Dynama Mińsk.
Ma dwóch synów – Wiktora i Aleksandra (obecnie zawodnika Poloniki Kielce) oraz żonę Żannę.